# Омалос
Омалос (на гръцки: Ομαλός) е малко село в Република Гърция, разположено в западната част на остров Крит, в дем Ханя. Селцето се намира в североизточния ъгъл на едноименното плато Омалос в подножието на Лефка Ори (позната и като „Бялата планина“) и отстои на 38 km южно от град Ханя. Разположено е на 4 km от входа към клисурата Ксилоскало.
Самото плато, на което е разположено селото, има площ 15 km² и към него има три подстъпа: от запад по пътя Ханя-Сугия, от север откъм село Омалос и от юг, откъдето през каньона Самария се излиза на брега на Либийско море. Плодородната почва на платото и малко по-хладния климат благоприятстват отглеждането на култури като картофи, ябълки и зърнени храни. Традиционно е развито и животновъдството като лятно време овчарите преместват стадата на паша по склоновете на планината Лефка Ори. Тук все още могат да се видят мандрите за производство на сирене, с които се слави този район. Това са каменни къщи наречени „митато“ (на гръцки: Μιτάτο), които едновременно служат за подслон на овчарите, но и за направа на прочутото местно сирене.
Днес селото е отправна точка за голям брой туристи, посещаващи клисурата Самария, която е и национален парк. Затова тук има информационен център, който предоставя информация на посетителите.